# Libertad (álbum de Agoney)
Libertad es el título del primer álbum de estudio del cantautor español Agoney. Fue lanzado el 28 de agosto de 2020 y contiene un total de 9 canciones.

## Antecedentes
Tras terminar la gira de Operación Triunfo 2017, comenzó la carrera en solitario de Agoney. En el último concierto de la gira, el 26 de agosto de 2018 en Almería, España, Agoney anunció la salida de su sencillo debut «Quizás» para el 31 de agosto de 2018.
En abril de 2020 se anuncia la salida de «Libertad», el álbum en el que el artista ha estado trabajando desde su salida de Operación Triunfo, vería la luz a finales de verano 2020. Unas semanas más tarde se anuncia la salida definitiva del álbum para el 28 de agosto de 2020.
Tras su lanzamiento, «Libertad» se posicionó como el disco más escuchado en iTunes España. Así mismo también se convirtió en el número 1 de la lista de álbumes más vendidos del país, desbancando a Anuel AA.
Entre el 28 de agosto y el 3 de septiembre, recorre el este y sur de España, por ser estas las zonas menos afectadas por la Pandemia de COVID-19 en ese momento, con sus primeras firmas de discos, visitando ciudades como Valencia, Murcia, Granada, Málaga y Sevilla.

## Promoción

### Sencillos
«Quizás» es el primer sencillo, lanzado el 31 de agosto de 2018. La letra de la canción está dirigida a aquellos que no creyeron en él. Musicalmente, «Quizás» ha sido comparada con artistas como Mika, Troye Sivan y Adam Lambert. El sencillo alcanzó el número uno en la lista de singles de iTunes en español y el millón de reproducciones en 24h en su plataforma de Vevo.
«Black» es el segundo sencillo, lanzado el 30 de agosto de 2019. La canción fue compuesta por él mismo y habla sobre la sociedad moderna y las presiones de las redes sociales. Fue acompañado por un vídeo musical dirigido por Frankie De Leonardis. Este sencillo fue presentado por primera vez en directo el 14 de septiembre en el festival Coca Cola Music Experience 2019.
«Libertad» es el tercer sencillo, lanzado el 10 de abril de 2020. Canción que, según el propio Agoney, sirve como preludio de su álbum debut homónimo.
«Más» es el cuarto sencillo, lanzado el 19 de junio de 2020. La canción se trata de una balada pop potente que es la continuación del preludio del disco, encajando con este perfectamente y permitiendo escuchar ambas canciones sin que se perciba la transición entre ellas.
«Edén» es el quinto sencillo, lanzado el 25 de agosto de 2020 como último adelanto del álbum tres días antes de su salida. En menos de 24 horas tras su publicación se convirtió en número 1 en éxitos de iTunes y 15 en tendencias de Youtube.

## Fechas
| Fecha                           | Ciudad                     | País   | Recinto                                 |
| ------------------------------- | -------------------------- | ------ | --------------------------------------- |
| 2021: Libertad: Un viaje íntimo |                            |        |                                         |
| 12 de marzo de 2021             | Valencia                   | España | Teatro La Plazeta                       |
| 25 de mayo de 2021              | Madrid                     | España | Nuevo Teatro Alcalá                     |
| 27 de junio de 2021             | Menorca                    | España | IES Josep Miquel Guàrdia                |
| 1 de octubre de 2021            | Barcelona                  | España | Sala BARTS                              |
| 30 de octubre de 2021           | Las Palmas de Gran Canaria | España | Auditorio Alfredo Kraus                 |
| 7 de noviembre de 2021          | Zaragoza                   | España | Teatro de las Esquinas                  |
| 29 de diciembre de 2021         | Bilbao                     | España | Teatro Campos Elíseos                   |
| 2021-2023: Libertad Tour        |                            |        |                                         |
| 11 de agosto de 2021            | Benicasim                  | España | Recinto de Festivales                   |
| 25 de agosto de 2021            | Los Alcázares              | España | Polideportivo de los Alcázares          |
| 16 de octubre de 2021           | Adeje                      | España | Campo de fútbol de Adeje                |
| 25 de junio de 2022             | Murcia                     | España | Recinto Ferial de San Pedro del Pinatar |
| 16 de agosto de 2022            | Leganés                    | España | La Nueva Cubierta                       |
| 24 de septiembre de 2022        | El Prat de Llobregat       | España | Parking estación RENFE                  |
| 29 de noviembre de 2023         | Ciudad de México           | México | Bajo Circuito Multiforo Urbano          |

## Lista de canciones
| Libertad |                |                                                                              |                                                       |          |  |
| N.º      | Título         | Escritor(es)                                                                 | Productor(es)                                         | Duración |  |
| 1.       | «Libertad»     | Agoney Hernández                                                             | Hernández                                             | 1:21     |  |
| 2.       | «Más»          | Hernández                                                                    | Hernández, Apollo Vice, Pablo Estrella, Andrés Terrón | 3:31     |  |
| 3.       | «Soy fuego»    | Hernández, Estrella, Terrón, David Sánchez, Jaime García-Altozano            | Hernández, Vice, Estrella, Terrón                     | 2:46     |  |
| 4.       | «Perficción»   | Hernández                                                                    | Hernández, Vice, Estrella, Terrón                     | 2:43     |  |
| 5.       | «Black»        | Hernández, Antonio Escobar                                                   | Escobar                                               | 3:58     |  |
| 6.       | «Edén»         | Hernández, Estrella, Terrón, Sánchez, García-Altozano                        | Hernández, Vice, Estrella, Terrón, García-Altozano    | 4:06     |  |
| 7.       | «Quizás»       | Bruno Valverde, Giancarlo Alfanno, Hajar Sbihi, Lewis Pickett, Marco Dettoni | Valverde                                              | 3:25     |  |
| 8.       | «Ángel caído»  | Hernández, Estrella, Terrón, Sánchez, García-Altozano                        | Hernández, Vice, Estrella, Terrón, García-Altozano    | 3:17     |  |
| 9.       | «Volver a ser» | Hernández, Pedro Osuna                                                       | Hernández, Nacho Larraza                              | 4:25     |  |
| 29:36    |                |                                                                              |                                                       |          |  |

## Personal
Vocales
- Agoney Hernández – voz principal

Producción
- Agoney Hernández – producción (pistas 1-6, 8, 9)
- Apollo Vice – producción (pistas 2-6, 8)
- Pablo Estrella – producción (pistas 2-6, 8)
- Andrés Terrón – producción (pistas 2-6, 8)
- Jaime García-Altozano – producción (pistas 6, 8)
- Antonio Escobar – producción (pista 5)
- Bruno Valverde – producción (pista 7)
- Nacho Larraza – producción (pista 9)

## Posicionamiento en listas
Posiciones obtenidas por Libertad
| País   | Asociación | Lista           | Mejor posición | Ref    |
| ------ | ---------- | --------------- | -------------- | ------ |
| España | Promusicae | Top 100 Álbumes | 1              | [ 18 ] |
| España | Promusicae | Top 100 Vinilos | 1              | [ 19 ] |

Posiciones obtenidas por canciones del álbum
| Canción | País   | Máxima posición |
| ------- | ------ | --------------- |
| Quizás  | España | 18              |
| Black   | España | 82              |

## Historial de lanzamiento
| Región | Fecha                 | Formato                         | Discográfica           |
| ------ | --------------------- | ------------------------------- | ---------------------- |
| Mundo  | 28 de agosto de 2020  | Descarga digital, streaming, CD | Universal Music España |
| España | 29 de octubre de 2021 | Vinilo                          | Universal Music España |